# Фаулер, Джон (сельскохозяйственный инженер)
Джон Фа́улер (11 июля 1826, Мелкшем, Уилтшир, Великобритания — 4 декабря 1864, Акворт, Йоркшир, Великорбритания) — английский изобретатель, создатель балансирного плуга и парового плуга.

## Биография
Изучал практическую инженерию в Мидлсбро. Около 1850 года изобрел механическую систему для орошения земли. В 1852 году начал эксперименты по паровой обработке земли, а в 1858 году Королевское сельскохозяйственное общество присудило ему приз в 500 фунтов стерлингов, который оно предложило за паровой плуг, который должен стать экономичной заменой плугу или лопате. В 1860 году основал в Ханслете, Лидс фирму Fowler & Co., производящую сельскохозяйственную технику, тяговые двигатели и так далее.
В конце XIX — начале XX века паровые плуги системы Фаулера стали одними из эталонных в своей сфере, они подробно разбирались не только в специализированной литературе, но даже и в энциклопедической.

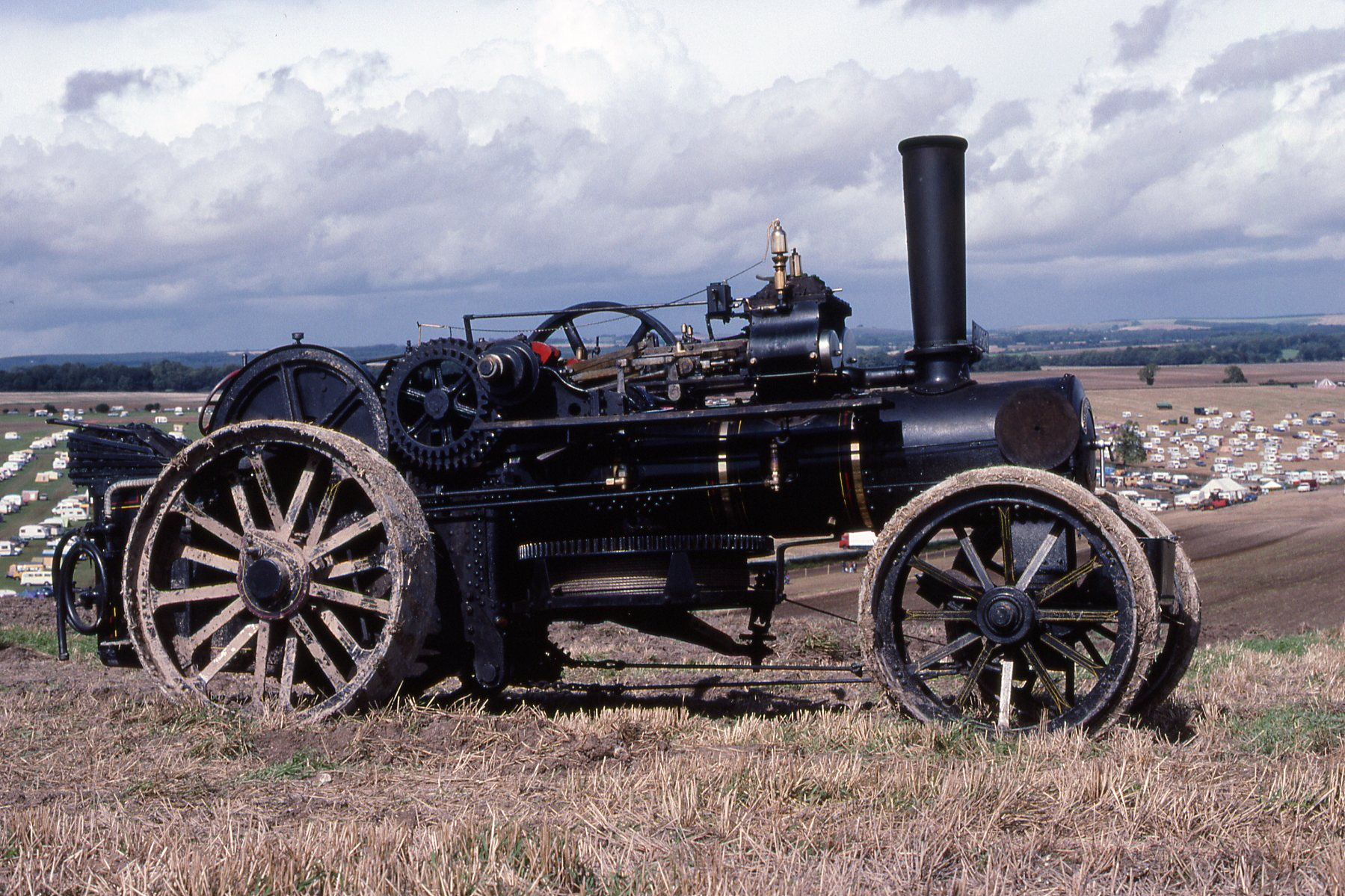
Паровой плуг системы Фаулера